# 宋在祜
宋 在祜（ソン・ジェホ、朝鮮語: 송재호、1960年12月20日 - ）は、大韓民国の学者、政治家。第21代国会議員。韓国文化観光研究院院長、地域発展委員会委員長、国家均衡発展委員会委員長などを歴任した。

## 経歴
1960年に済州道南済州郡で生まれた。済州第一高等学校、延世大学校を卒業、京畿大学校経営学博士。2000年に済州大学校観光開発学科教授に就任した。盧武鉉政権下の2005年から大統領直属機関の政策企画委員会委員、国家均衡発展委員会委員、シンクタンクの韓国文化観光研究院院長、ユネスコ韓国委員会委員などを歴任した。2012年に文在寅が大統領選挙に敗北した後に作られた諮問グループに参加。2017年の大統領選挙まで選挙の準備を行った。
2017年に大統領選挙に立候補した文在寅のシンクタンク機関で政策企画管理分科委員長に就き、文が大統領に当選すると国政企画諮問委員会政治行政分科委員に任命された。同年8月16日には文大統領直属の地域発展委員会委員長に任命された。2018年3月に国家均衡発展委員会委員長に転じたが、2020年1月に国会議員選挙出馬を目指し辞職した。
2020年4月15日に実施された第21代総選挙に共に民主党候補として済州特別自治道済州市甲から出馬し、当選した。しかし、選挙期間中の4月11日に「選挙遊説中に虚偽事実を公表した」として未来統合党から検察に告発され、10月18日に起訴された。
2024年の第22代総選挙の党内予備選では元済州国際自由都市開発センター理事長の文大林に敗れて敗退した。

## 親族
父親の宋邦植は元済州道議会議員。2020年の第21代総選挙の選挙過程中において、対立候補から父が済州島四・三事件当時、大同青年団の現地責任者として事件に加担した疑惑が提起されたが、事件の生存者や遺族の証言などによると事実ではなく、逆に父が事件当時に多くの住民を助けたという反論が出た。
元済州特別自治道知事で同じ高校の後輩でもある元喜龍の妻は宋の従姉妹（父の妹の娘）である。